# Blackburn Cirrus Midget
Blackburn Cirrus Midget — британский поршневой авиационный двигатель воздушного охлаждения, разработанный и производившийся в конце 1930-х годов компанией Blackburn Aircraft Limited. 
Единственным летательным аппаратом, на котором устанавливался двигатель Cirrus Midget, предположительно является лёгкий спортивный самолёт Chilton D.W.1.

## Применение
Великобритания
- Chilton D.W.1